# Джавелидзе, Элизбар Дмитриевич
Элизбар Дмитриевич Джавелидзе (груз. ელიზბარ ჯაველიძე; род. 15 декабря 1938, Тбилиси) — советский и грузинский филолог и государственный деятель, доктор филологических наук, профессор, член-корреспондент Академии наук Грузинской ССР (1988), академик Академии наук Грузии (2013). Министр образования Грузии (1991).

## Биография
Родился 15 декабря 1938 года в Тбилиси, Грузинской ССР.
С 1956 по 1961 год обучался на факультете востоковедения Тбилисского государственного университета.
С 1962 по 2006 год на научно-исследовательской работе в Институте востоковедения АН ГрузССР — НАН Грузии в должностях: младший научный сотрудник, старший научный сотрудник и ведущий научный сотрудник. С 1985 года на литературной работе в качестве главного редактора: с 1985 по 1986 год альманаха «Критика», с 1993 года — газеты «С колокольни», с 1986 по 1990 год — газеты «Литературная Грузия», с 1994 года — газеты «Колхидская башня», с 1995 года — газеты «Колокольня», с 2000 по 2004 год — газеты «Эра», с 2004 по 2006 год —
газеты «СК» .
В 1991 году — министр образования Грузии. С 1992 по 1994 год на педагогической работе в Тбилисском государственном университете в качестве профессора. С 1999 по 2003 год — депутат, заместитель председателя комитета по правам человека Парламента Грузии. С 2015 года — председатель Комиссии по национальным вопросам и академик-секретарь Национальной академии наук Грузии.

### Научно-педагогическая деятельность и вклад в науку
Основная научно-педагогическая деятельность Э. Д. Джавелидзе была связана с вопросами в области философии, религии, эстетики и  восточной поэзии.
В 1966 году защитил кандидатскую диссертацию по теме: «Лирика Рухи Багдади», в 1975 году защитил докторскую диссертацию на соискание учёной степени доктор филологических наук по теме: «Джелаль-ед-дин Руми и становление турецкой литературы : вопросы мировоззрения». В 1986 году ему присвоено учёное звание профессор. В 1988 году был избран член-корреспондентом, а в 2013 году — действительным членом НАН Грузии. Э. Д. Джавелидзе  было написано более трёхсот  научных работ, в том числе три монографии, на различных языках мира.